# NGC 2802
NGC 2802 ist eine Balken-Spiralgalaxie im Sternbild Krebs auf der Ekliptik, die schätzungsweise 386 Millionen Lichtjahre von der Milchstraße entfernt ist. Im selben Himmelsareal befindet sich die Galaxie NGC 2803.
Das Objekt wurde am 21. März 1784 von dem deutsch-britischen Astronomen William Herschel entdeckt.